# Belgische Botschaft in Moskau

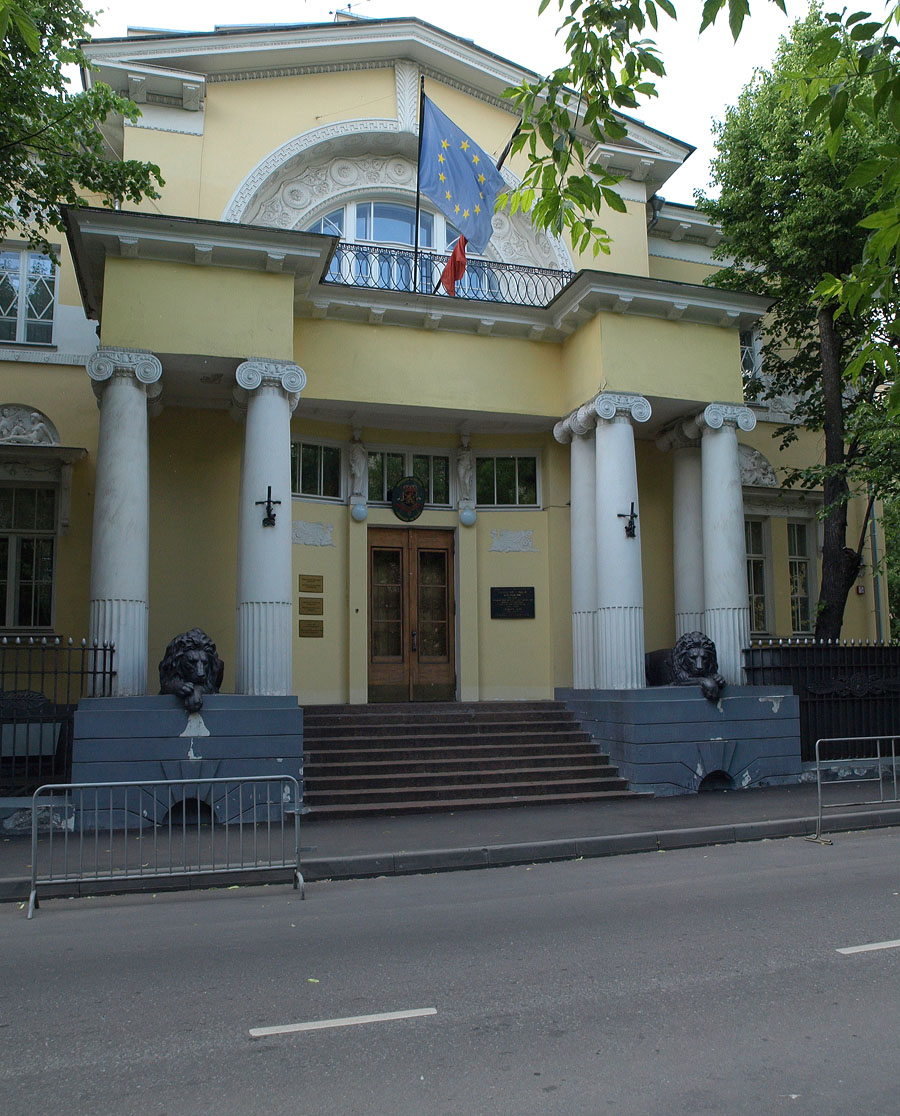
Die Belgische Botschaft in Moskau

Die Belgische Botschaft in Moskau ist die belgische Vertretung gegenüber Russland.

## NATO Information Office
Die Belgische Botschaft beherbergte ab 2001 das NATO Information Office kurz NIS. Es diente dem Informationsaustausch und der Verständigung zwischen der NATO und Russland. Es sollte auch über den NATO-Russland-Rat informieren. Das Büro war auch für Bürger offen, welche Informationen, Recherche oder Unterstützung über Sicherheitsthemen oder über die NATO brauchten. Es unterstützte zusammen mit russischen Partnern Thinktanks in der Sicherheitspolitik. Adresse war die Ulica Mytnaya 3. Zum 1. November 2021 wurde das Büro von Russland geschlossen. Es hatte zu dem Zeitpunkt etwa 20 Diplomaten.